# 節香徳忠
節香徳忠（せっこうとくちゅう、文明7年（1475年） - 永禄13年2月15日（1570年3月21日））は、室町時代の曹洞宗の僧。信濃国出身。小笠原氏支流の伴野氏出身。
信濃国前山城主の伴野光利の次男で、13歳で出家し上野国の茂林寺や武蔵国の慶徳寺で修行。仲孚正異の法統を受け継ぎ、大永元年（1521年）、甥の伴野貞祥が創建した貞祥寺の開山となる。光利の法号「洞源」を山号、貞祥の諱を寺号とした。正親町天皇から法衣と、円明禅師の諡号を賜った。永禄13年（1570年）死去。享年96。語録は貞祥寺、法衣と念珠は千曲市の禅透院に残されている。